# توبالد اسمیت
توبالد اسمیت (انگلیسی: Theobald Smith; ۳۱ ژوئیهٔ ۱۸۵۹ – ۱۰ دسامبر ۱۹۳۴) دانشمند در زمینه همه‌گیرشناسی اهل ایالات متحده آمریکا بود.
وی همچنین برندهٔ جوایزی همچون مدال کاپلی شده‌است.